# Maschinenhalle Paris

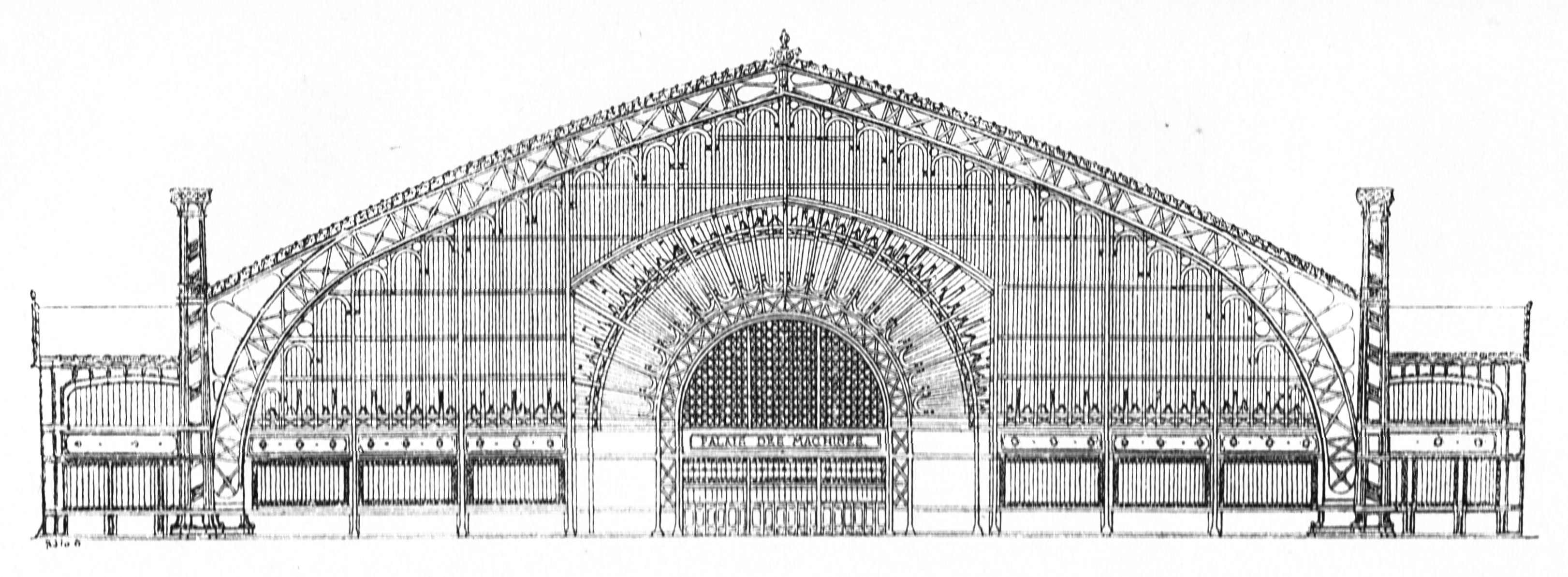
Aufriss der Maschinenhalle von 1889

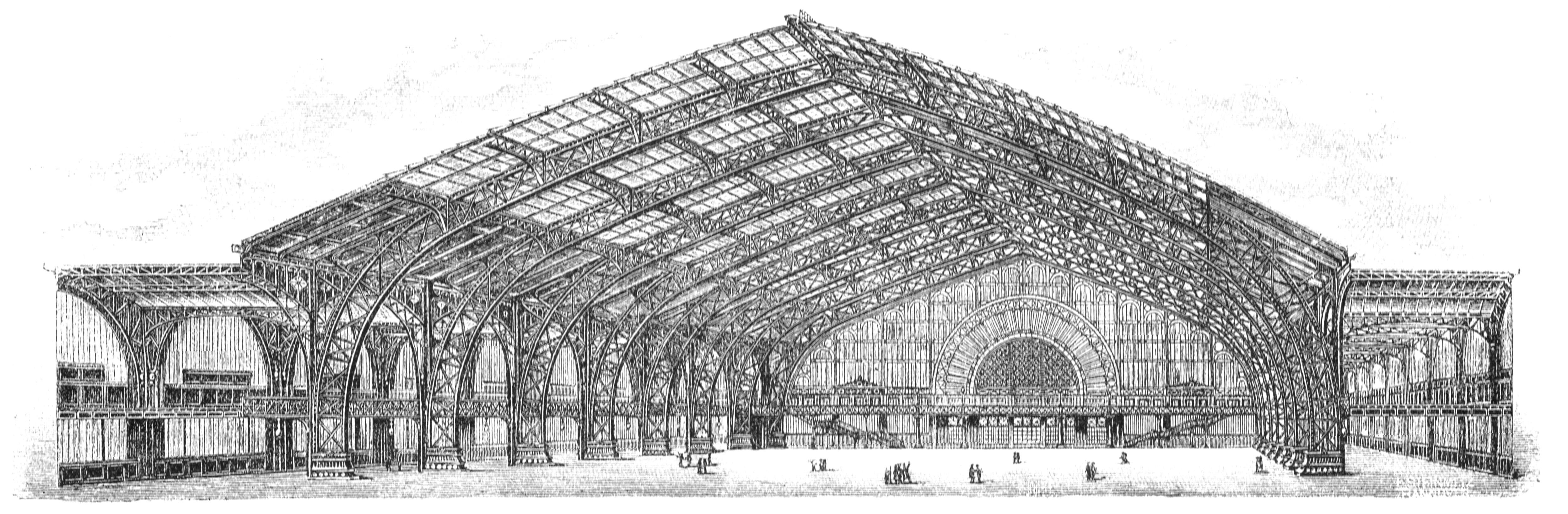
Schnittperspektive der Maschinenhalle von 1889

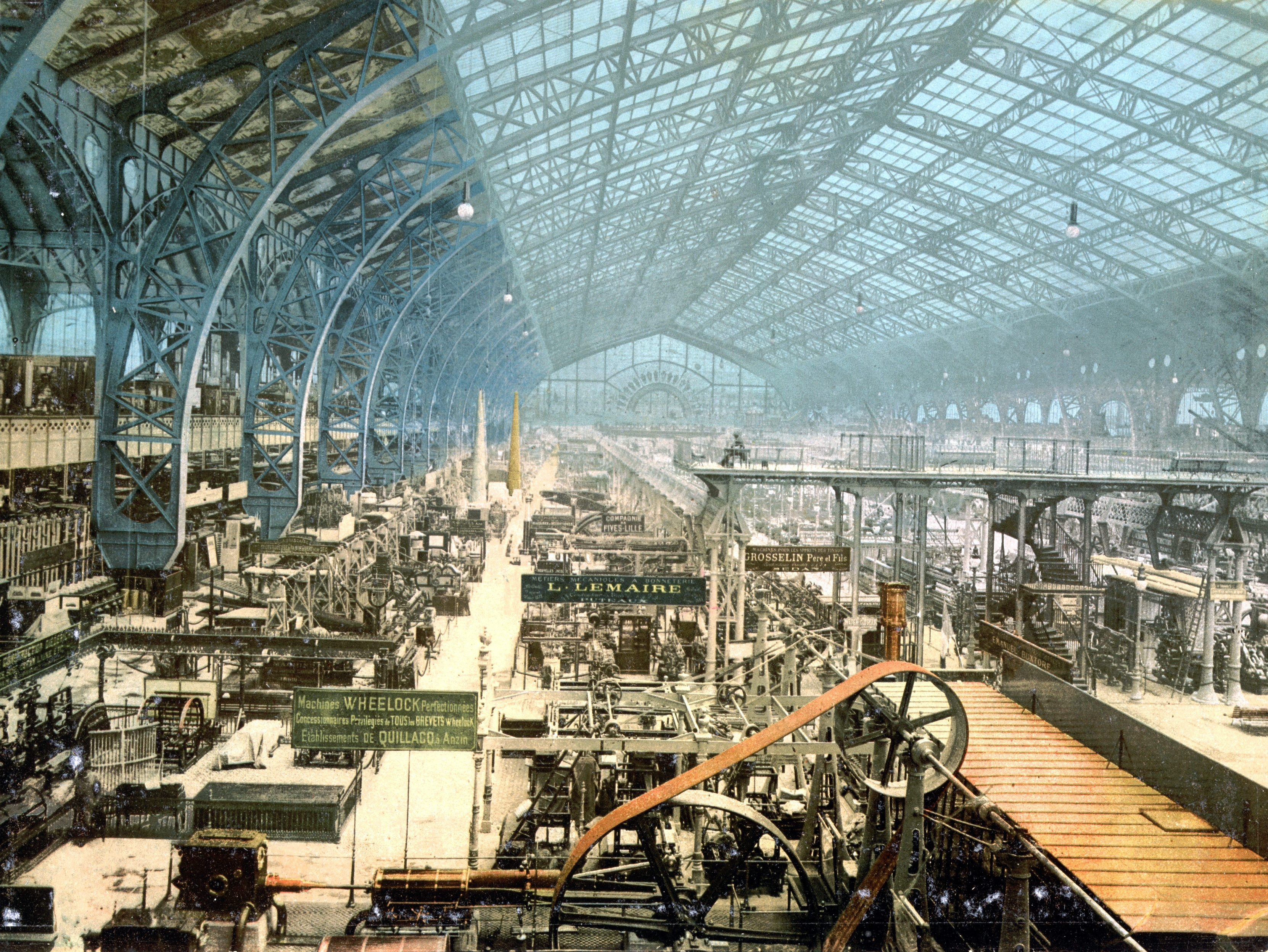
Innenansicht der Maschinenhalle, 1889

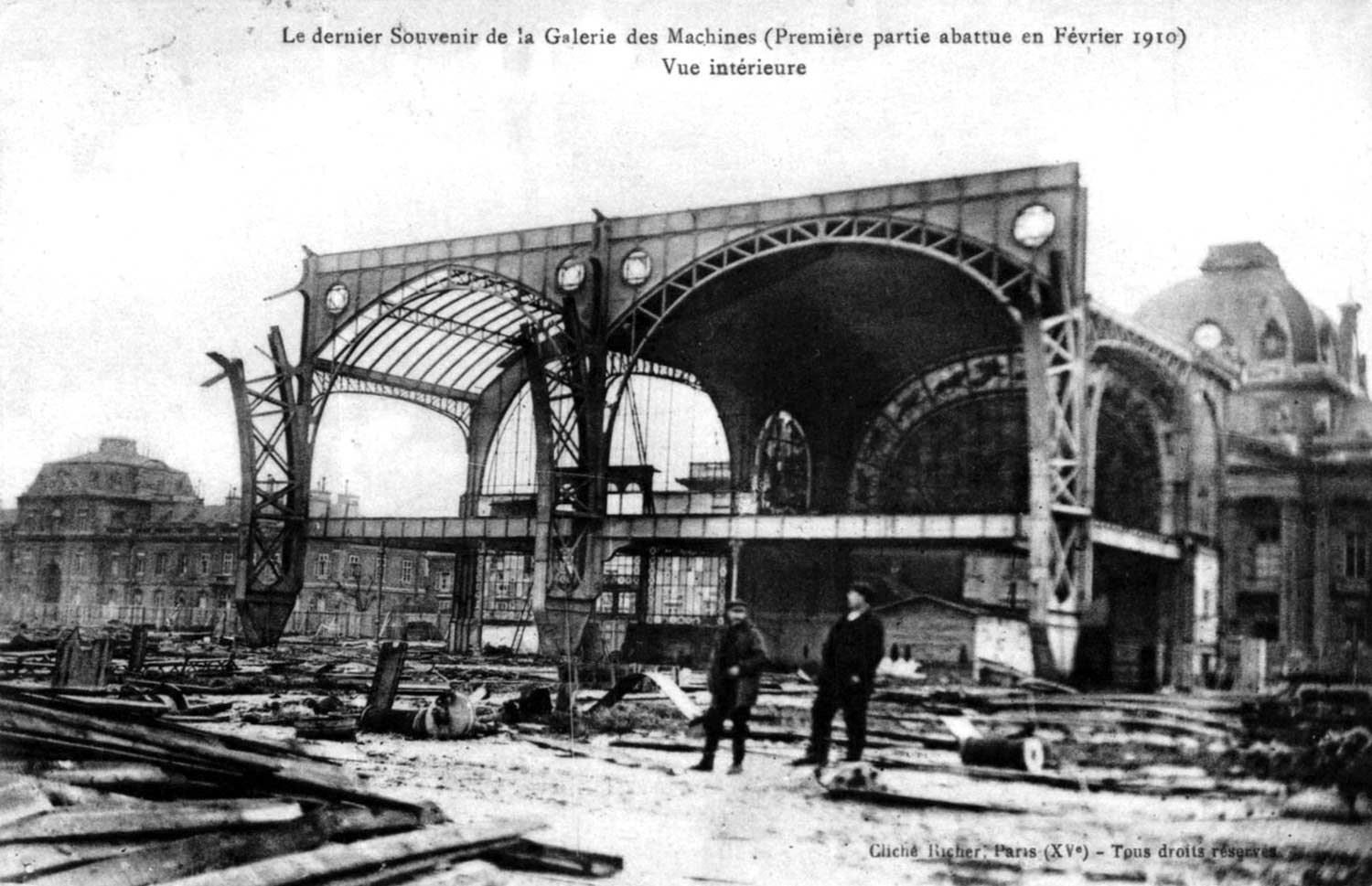
Reste der Galerie des Machines, ca. Mitte 1910

Als Maschinenhalle oder französisch Galerie des Machines wurden insgesamt drei Ausstellungspavillons aus Eisen und Glas bezeichnet, die anlässlich der Pariser Weltausstellungen von 1867, 1878 und 1889 entstanden.
Die Halle aus dem Jahre 1878, ein Werk des Architekten Henri de Dion (1828–1878), wurde 1879 vom Établissement Central de l’Aérostation Militaire, einer Versuchs- und Lehranstalt für Aerostaten der französischen Armee, demontiert und bei Meudon als Hangar Y wiedererrichtet.
Die Halle aus dem Jahre 1889, ein Gemeinschaftswerk des Architekten  Charles Louis Ferdinand Dutert (1845–1906) und des Ingenieurs Victor Contamin (1840–1893), wurde 1910 demontiert. Als Standort war im Süden des Marsfeldes, das als Ausstellungsgelände diente, der Platz vor der Militärschule gewählt worden. Zur gleichen Zeit entstand am Ufer der Seine am entgegengesetzten Ende des Marsfeldes der Eiffelturm.

## Die Halle von 1889

### Beschreibung
Die Halle hatte einen rechteckigen Grundriss von 422,49 m × 114,38 m und gliederte sich in ein breites Hauptschiff und zwei schmale Seitenschiffe. Ihre mächtigen, auf vierzig Steinsockeln ruhenden Stützen erzielten eine außerordentliche Wirkung der Größe. Die Gurtbögen stiegen ohne Zwischenstützen freischwebend bis zu dem 46,67 m hohen  Gewölbescheitel auf. Damit übertraf die „Galerie des Machines“ alle damals vorstellbaren Ausmaße eines stützenfrei überspannten Raumes (Gesamtfläche der drei Schiffe 47.324,9 m²).
Im Gegensatz beispielsweise zu Labroustes Bibliothèque Sainte-Geneviève (1843) oder dem Pariser Ostbahnhof (1849), deren verglaste Eisenkonstruktionen mit konventionellen steinernen Wänden ummantelt worden waren, waren die Gitterträger (vernietete, überkreuzte Profilstäbe) nicht nur im Innenraum sichtbar, sondern beherrschten auch die Fassaden, an denen, abgesehen von einer leichten Verzierung des Haupteinganges an einer der Giebelseiten, auf jeglichen Dekor verzichtet wurde.
Da die Funktion eines Weltausstellungspavillons den schnellen und unkomplizierten Auf- und Abbau erforderte, wurden sämtliche Einzelteile komplett vorgefertigt. Die Herstellung der Binder aus Stahl und der übrigen Bauteile aus Eisen erfolgte bei der Compagnie  de Fives in Lille und der Societé des anciens établissements Cail bei Paris.
Die Halle war nach dem Crystal Palace (1851, London) von Joseph Paxton, dem Palais de l’Industrie (1855, Paris) von Viel, und den beiden bereits zuvor errichteten Maschinenhallen (1867 und 1878, Paris) – die erste ein Werk von Gustave Eiffel und Krantz, die zweite von Henri de Dion – vorläufig das Endglied in der Kette der Einraumbauten. Sie blieb die größte im wahren „Wettlauf um den Fortschritt“, in dem Paris London durch immer spektakulärere Werke zu übertrumpfen suchte. Die Spannweite, die von 22 Metern (Crystal Palace) über 48 Meter (Palais de l’Industrie) angestiegen war, erreichte in der Galerie des Machines von 1889 115 Meter.
Im Inneren gestattete eine Rollbrücke den Besuchern, sich von einem Ende der Galerie zum anderen fahren zu lassen und sich einen umfassenden Überblick über sämtliche Maschinen zu verschaffen, von denen die meisten in Betrieb waren. An manchen Tagen beförderte die Rollbrücke 100.000 Besucher.

### Abbruch
Im Jahr 1907 beschloss der Stadtrat von Paris den Abbruch der Halle. Grund war die beabsichtigte Neugestaltung des Marsfeldes. Das Gebäude beeinträchtigte oder blockierte Sichtachsen und Zugänge des Geländes. Der Vorschlag, die Halle dem Staat zwecks Umsetzung auf den Militärübungsplatz von Issy-les-Moulineaux zu überlassen scheiterten an einer geforderten Kostenbeteiligung von 2 Millionen Franc. Der Gegenvorschlag, die Halle samt ihren 47.000 Quadratmetern Baugrunds dem Staat zu schenken, wurde abgelehnt.
Am 6. Februar 1909 wurde ein Unternehmen mit dem Abbruch der Galerie des Machines beauftragt; alles Material sollte binnen eines Jahres entfernt werden. Am 17. April wurde mit den ersten Arbeiten begonnen, sie zogen sich etwa ein Jahr hin.

### Das Vélodrome d’Hiver

Die Radrennbahn in der Maschinenhalle (1907)

Von 1902 bis 1909 befand sich in der Halle das Vélodrome d’Hiver. Henri Desgrange, Herausgeber der Zeitschrift L’Auto und späterer Begründer der Tour de France, hatte den Bau der 333 Meter langen Bahn veranlasst. Das Vélodrome d’Hiver (Winterbahn) selbst nahm nur ein Drittel der riesigen Halle ein.

### Beurteilung durch die Zeitgenossen
Die Galerie des Machines war konstruktiv und ästhetisch vollendet und rief eine ebenso große Begeisterung hervor wie seinerzeit der Crystal Palace. Auch wenn die meisten Zeitgenossen wohl nur die konstruktive Leistung, die Zweckmäßigkeit, die Größe usw. hervorhoben, sprach die Fachwelt ihr durchaus auch Schönheit und Eleganz zu:

„Die ‚Galerie des Machines‘ mit ihrer phantastischen Spannweite von 115 Metern […], ihrem kühnen Aufstreben, ihren großartigen Proportionen […] ist ein ebenso schönes, reines, ebenso originelles, ebenso hochrangiges Kunstwerk wie ein griechischer Tempel oder eine Kathedrale“

„[Ein] Geäst aus Eisen, ebenso elegant wie die Steinrippen, die von den Pfeilern einer gotischen Kathedrale in die Höhe streben“